# Jonesville (Virginia)
Jonesville es una localidad del Condado de Lee, Virginia, Estados Unidos. Según el censo de 2000 tenía una población de 995 habitantes y una densidad de población de 349.2 hab/km².

## Demografía
Según el censo de 2000, había 995 personas, 497 hogares y 261 familias residiendo en la localidad. La densidad de población era de 349,2 hab./km². Había 565 viviendas con una densidad media de 198,3 viviendas/km². El 99,30% de los habitantes eran blancos, el 0,10% afroamericanos y el 0,60% pertenecía a dos o más razas. El 0,40% de la población eran hispanos o latinos de cualquier raza.
Según el censo, de los 497 hogares en el 22,5% había menores de 18 años, el 38,8% pertenecía a parejas casadas, el 12,3% tenía a una mujer como cabeza de familia y el 47,3% no eran familias. El 45,1% de los hogares estaba compuesto por un único individuo y el 20,5% pertenecía a alguien mayor de 65 años viviendo solo. El tamaño promedio de los hogares era de 1,91 personas y el de las familias de 2,66.
La población estaba distribuida en un 18,1% de habitantes menores de 18 años, un 8,4% entre 18 y 24 años, un 24,7% de 25 a 44, un 25,4% de 45 a 64 y un 23,3% de 65 años o mayores. La media de edad era 44 años. Por cada 100 mujeres había 87,4 hombres. Por cada 100 mujeres de 18 años o más, había 85,6 hombres.
Los ingresos medios por hogar en la localidad eran de 16.548 dólares ($) y los ingresos medios por familia eran 27.368 $. Los hombres tenían unos ingresos medios de 26.950 $ frente a los 19.297 $ para las mujeres. La renta per cápita para la ciudad era de 18.347 $. El 32,3% de la población y el 25,4% de las familias estaban por debajo del umbral de pobreza. El 55,6% de los menores de 18 años y el 24,4% de los habitantes de 65 años o más vivían por debajo del umbral de pobreza.

## Geografía
Según la Oficina del Censo de los Estados Unidos, la localidad tiene un área total de 2,8 km², todos ellos correspondientes a tierra firme.